# Maurits Willem van Saksen-Zeitz
Maurits Willem van Saksen-Zeitz (Zeitz, 12 maart 1664 - Weida, 15 november 1718) was van 1681 tot aan zijn dood hertog van Saksen-Zeitz. Hij behoorde tot de Albertijnse linie van het huis Wettin.

## Levensloop
Maurits Willem was de oudste zoon van hertog Maurits van Saksen-Zeitz uit diens tweede huwelijk met Dorothea Maria, dochter van hertog Willem van Saksen-Weimar. 
Hij kreeg een omvangrijke opleiding, vooral in klassieke talen en theoloog en ging op grand tour naar Frankrijk. Tijdens deze opleidingsreis ontmoette Maurits Willem in Frankfurt am Main Philipp Jakob Spener, de grondlegger van het Duitse piëtisme, en ook voerde hij een uitgebreide correspondentie met filosoof Gottfried Wilhelm Leibnitz.
In 1681 volgde hij zijn vader op als hertog van Saksen-Zeitz. Omdat hij nog minderjarig was, werd hij tot in 1684 onder het regentschap geplaatst van zijn neef, keurvorst Johan George III van Saksen. Maurits Willem had een gespannen relatie met de keurvorst van Saksen, net als de hertogen van Saksen-Weißenfels en Saksen-Merseburg. Om zich tegen de keurvorst te verdedigen, zocht hij steun bij het keizerlijk hof in Wenen en bij het keurvorstendom Brandenburg. Dit leidde tot een huwelijk met Maria Amalia, dochter van keurvorst Frederik Willem van Brandenburg. Maurits Willem probeerde ervoor te zorgen dat Saksen-Zeitz verheven werd tot een soevereine keizerlijke staat, door te verwijzen naar het hoogstift van de vroegere bisschoppen van Naumburg, maar dit stuitte op het veto van de keurvorsten van Saksen. Toen hij tijdens de Grote Noordse Oorlog probeerde om Zweedse steun te verwerven, werd zijn hertogdom in 1709 tijdelijk bezet door Saksische troepen.
In 1710 overleed zijn enige zoon en erfgenaam Frederik August op negenjarige leeftijd. Vervolgens verzoende Maurits Willem zich met keurvorst Frederik August I van Saksen en gaf hij zijn eisen tot rijksvrijheid op. Zijn jongere broer Frederik Hendrik, aan wie hij reeds in 1699 de steden Pegau en Neustadt als apanage had toegewezen, werd zijn nieuwe erfgenaam. Frederik Hendrik stierf echter in 1713. Maurits Willems andere broer, Christiaan August, was aartsbisschop van Esztergom en kon daardoor geen hertog van Saksen-Zeitz worden. Hierdoor werd duidelijk dat zijn hertogdom na zijn dood zou terugvallen aan het keurvorstendom Saksen.
In 1717, een jaar voor zijn dood, bekeerde Maurits Willem zich van het calvinisme tot het katholicisme, om zijn broer Christiaan August te plezieren. Datzelfde jaar verhuisde hij zijn regeringszetel naar Weida en trok hij zich terug in het kasteel van Osterburg. Onder druk van zijn echtgenote en de invloedrijke piëtist August Hermann Francke maakte hij zijn bekering enkele weken voor zijn dood ongedaan. In november 1718 overleed Maurits Willem op 54-jarige leeftijd.

## Huwelijk en nakomelingen
Op 25 juni 1689 huwde hij in Potsdam met Maria Amalia (1670-1739), dochter van keurvorst Frederik Willem van Brandenburg. Ze kregen vijf kinderen:
- Frederik Willem (1690)
- Dorothea Wilhelmina (1691-1743), huwde in 1717 met landgraaf Willem VIII van Hessen-Kassel
- Carolina Amalia (1693-1694)
- Sophia Charlotte (1695-1696)
- Frederik August (1700-1710)